# Azijski slon
Azijski slon (znanstveno ime Elephas maximus), včasih poznan tudi po imenu svoje tipske podvrste (indijski slon) je ena od treh danes živečih vrst slona in edina še živeča vrsta rodu Elephas.
Razširjen je na velikih območjih Indije, Šrilanke, Indokitajskega polotoka in ponekod v Indoneziji. Je manjši od svojih afriških sorodnikov, najlažje pa ga od njih razlikujemo po manjših ušesih. Azijski slon doseže višino med dva in štiri metre in težo med 3000-5000 kilogramov.
Od afriških sorodnikov se azijski slon razlikuje tudi še po nekaterih drugih stvareh. Ima bolj usločen hrbet, namesto 21 reber jih ima samo 19, na konici trobca ima samo en poloprijemalni »prst«, na vsaki zadnji nogi ima namesto treh nohtov štiri. Poleg tega okli samicam navadno ne zrastejo. Brez oklov so tudi nekateri samci; taka samec se imenuje makhna. Več takih živali vključuje populacija na Šrilanki.
Ima podobne meljake kot izumrli mamut, kar kaže na bližnje sorodstvo teh dveh vrst.
Azijski sloni so pogosto udomačeni in jih v Južni in Jugovzhodni Aziji uporabljajo v gozdarstvu ter ceremonialno že več stoletij. Po nekaterih zgodovinskig virih naj bi se v obdobju žetja uporabljali predvsem za mletje. Divji sloni privlačijo turiste, vendar pa uničujejo poljščine in pogosto vdrejo tudi v vasi.

## Podvrste
Obstajajo štiri podvrste in vse so udomačene:
- E. m. indicus - indijski slon
- E. m. maximus - šrilanški slon
- E. m. sumatrensis - sumatrski slon
- E. m. borneensis - malezijski slon

## Galerija
- Azijski slon pri jedi
- Skelet azijskega slona
- Slon, ki nosi Thidambu med festivalom Thrissur pooram v Kerali (južna Indija).
- Slon med prevozom (Šri Lanka).
- Samica azijskega slona v živalskem vrtu.